# Eugen von Kahler

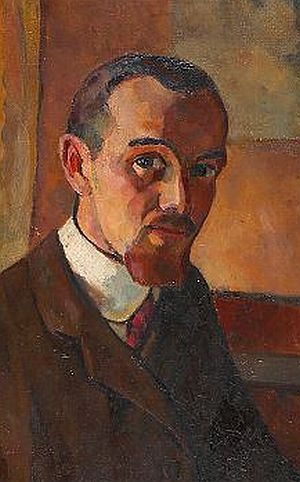
Selbstporträt (vor 1911)

Eugen von Kahler (* 6. Januar 1882 als Eugen Kohn in Prag, damals Österreich-Ungarn; † 13. Dezember 1911 ebenda) war ein deutschsprachiger Maler, Grafiker und Dichter. Sein Werk wird dem Expressionismus zugerechnet.

## Leben und Werk
Eugen Kahler, dessen vermögende Industriellenfamilie 1894 den Namen von Kohn in Kahler änderte, studierte von 1901 bis 1905 bei Heinrich Knirr und an der Kunstakademie München bei Franz von Stuck. Studienkollegen waren beispielsweise Rudolf Levy und Hans Purrmann. Ebenso erhielt er Privatunterricht bei Hugo von Habermann. Kahler litt bereits seit dem Jahr 1900 an Tuberkulose, was verschiedene Aufenthalte in Sanatorien nach sich zog.

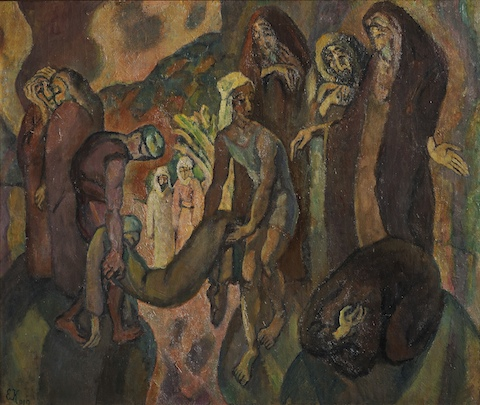
Biblisches Motiv (1910)

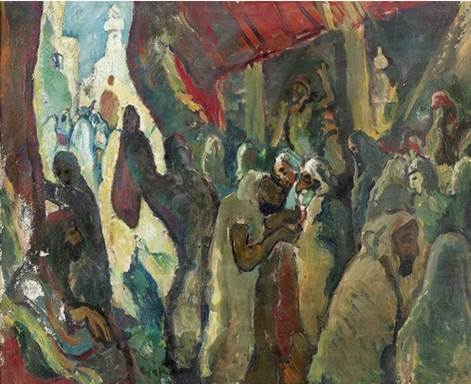
Auf dem Bazaar (1911)

Im Frühling des Jahres 1907 belegte Kahler Aktkurse im Freien an einer privaten Pariser Malerschule und besuchte Pariser Museen wie den Louvre. Im Café du Dôme traf er Künstler wie
Friedrich Ahlers-Hestermann, Oskar Moll, Jules Pascin, Elisabeth Epstein und Sonia Terk und beteiligte sich an Ausstellungen im Salon d’Automne und im Salon des Indépendants. Aufgrund seines Lungenleidens hielt er sich von Mitte Januar bis Ende März 1908 im warmen Klima Ägyptens auf. Anfang Dezember 1909 folgte seine erste Tunesien- und Algerienreise, die bis zum Frühjahr 1910 andauerte. Die Reisen inspirierten ihn zu orientalischen Themen, wie etwa das Gemälde Auf dem Bazaar, das er 1911 schuf, zeigt.
Ab Mai bis Ende August des Jahres 1910 hielt sich Kahler in London auf; anschließend wieder in München lebend, war er im September mit einigen Werken auf der zweiten Ausstellung der Neuen Künstlervereinigung München (N.K.V.M.) vertreten. Am 8. August 1911 wurde der Vater für seine Verdienste in den Bereichen Kultur und Wirtschaft in Böhmen in den Ritterstand erhoben, und alle Familienmitglieder erhielten das Adelsprädikat Ritter. Im Oktober fand in der Münchner Modernen Galerie von Heinrich Thannhauser die erste Einzelausstellung Kahlers statt.
Am 13. Dezember 1911 erlag Eugen von Kahler, knapp dreißigjährig, seiner schweren Krankheit und wurde auf dem jüdischen Friedhof in Prag bestattet. Er hinterließ zahlreiche Ölbilder, Aquarelle, Zeichnungen und Radierungen. Sein Cousin und Freund, der Schriftsteller Erich von Kahler, betreute den Nachlass des Künstlers. Nach Eugen von Kahlers Tod wurde eine große Anzahl von Gedichten gefunden, die 1914 als 53-seitiger Gedichtband mit dem Titel Sinnen und Gesang in einer Auflage von 100 Exemplaren von seinen Freunden herausgegeben wurden.

## Würdigung durch den Blauen Reiter

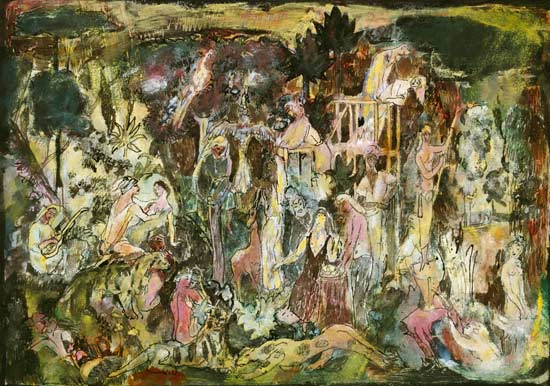
Liebesgarten (1910/11), Städtische Galerie im Lenbachhaus, München

Wenige Tage nach Kahlers Tod, am 18. Dezember 1911, wurde in München die erste Ausstellung der Redaktionsgemeinschaft Der Blaue Reiter eröffnet, in der postum zwei Werke Kahlers ausgestellt waren. Wassily Kandinsky verfasste für seinen früh verstorbenen Kollegen einen Nekrolog, der im Mai des Jahres 1912 im Almanach Der Blaue Reiter abgedruckt wurde, zusammen mit zwei Bildreproduktionen des Künstlers: Liebesgarten, dessen Original sich im Besitz von Kandinsky befand, sowie Reiter, der Franz und Maria Marc gehörte. Kandinsky rief ihm in seinem Beitrag nach:
„Und seine durch und durch vornehme Seele schien in unsere Tage nicht zu gehören. Es schien, daß diese Seele geheimnisvoll mit verborgenem Zweck aus den biblischen Zeiten in unsere Zeiten gesandt wurde. Es schien, daß eine gütige Hand sie wieder von unseren Zeiten befreien wollte.“